# Oljoetorski (schiereiland)
Oljoetorski (Russisch: Олюторский полуостров; Oljoetorski poloeostrov) is een schiereiland in het noordwesten van Azië, ten noordoosten van het Russische schiereiland Kamtsjatka in Korjakië. Het schiereiland strekt zich uit over ongeveer 70 kilometer de Beringzee in. Op het schiereiland liggen de uitlopers van het Oljoetorskigebergte, die hier een hoogte bereiken van maximaal 933 meter en van elkaar worden gescheiden door brede diepe gletsjervalleien, die uitlopen in lagunes en fjordachtige baaien. Het schiereiland is bedekt met verspreide rotsen, bergtoendra en dwergheesters als dwergelzen en cerdersoorten en berken en wilgen. Aan het einde bevindt zich Kaap Oljoetorski en ten westen ervan de Oljoetorskibaai.